# Anatkina scitipennis
Anatkina scitipennis är en insektsart som först beskrevs av Walker 1857.  Anatkina scitipennis ingår i släktet Anatkina och familjen dvärgstritar. Inga underarter finns listade i Catalogue of Life.